# Гилмор, Мэри
Дама Мэри Джин Гилмор (англ. Mary  Jean Gilmore; 16 августа 1865, около г. Гоулберн, Новый Южный Уэльс — 3 декабря 1962, Сидней) — австралийская поэтесса, двоюродная бабушка премьер-министра Австралии Скотта Моррисона.

## Биография
Увлекшись идеями социалиста-утописта У. Лейна, Гилмор присоединилась к растущему рабочему движению Австралии и участвовала в основании коммуны «Новая Австралия» (1893—1899) в Парагвае. В течение 23 лет работала в профсоюзной газете «Уоркер» («Worker»).
Писала о женской и материнской любви, о радостях и волнениях семейной жизни (сборник «В семье и другие стихи», 1910). В поэзии Гилмор возникает Австралия, овеянная сказаниями аборигенов, с своеобразным ландшафтом, с горестями трудового народа, с борьбой мужественных людей за социальную справедливость.
Самая известная работа поэтессы — стихотворение «Враги не соберут наш урожай», ставшее призывом проявить твердость и подкреплением морального духа в напряженные для Австралии дни японской угрозы в 1942 году.
Две строфы стихотворения «Враги не соберут наш урожай» в виде микропечати нанесены в качестве защиты на австралийскую десятидолларовую банкноту. На банкноте также изображен портрет Мэри Гилмор кисти известного австралийского художника Уильяма Добелла.
В 1937 году Мэри Гилмор была удостоена звания Дамы-Командора Ордена Британской империи, став первой награжденной этим титулом за литературные заслуги.
Советы профсоюзов Мельбурна, Брисбена и Ньюкасла учредили в 1964 премии им. Гилмор за лучшие литературные произведения.
В 1973 году почта Австралии выпустила почтовую марку с изображением Мэри Гилмор.
Пригород Канберры Гилмор и Избирательный округГилмор Палаты представителей штата Новый Южный Уэльс названы в ее честь.

## Сборники
- «Страстное сердце» (1918)
- «Крытая телега» (1925)
- «Дикий лебедь» (1930)
- «Под Уилгами» (1932)
- «За родину Австралию» (1945) и др.

## Сочинения в русском переводе
- [Стихи], «Иностранная литература», 1957, № 8; [Стихи], в сборнике: Поэзия Австралии, М., 1967.